# William O'Bryen Drury
Pour les articles homonymes, voir Drury.
William O'Bryen Drury est un officier britannique né à une date inconnue et mort le 6 mars 1811 en Inde.
Il participe notamment aux guerres de la Révolution française (bataille de Camperdown) et aux guerres napoléoniennes (prise de l'île de France).

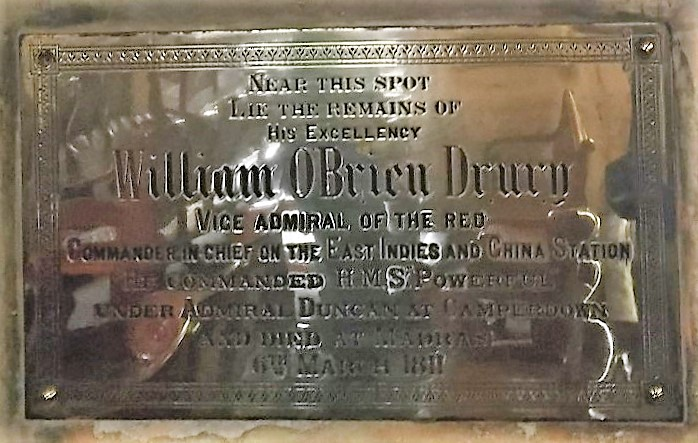
Plaque commémorative située à l'église Sainte-Marie de Chennai.